# Casa de Soterius von Sachsenheim

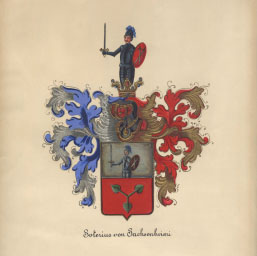
Stema familiei nobiliare Soterius von Sachsenheim

Casa de Soterius von Sachsenheim este o familie nobiliară săsească originară din satul Stein (astăzi Dacia), din fosta diviziune administrativă săsească a Scaunului Rupea (Repser Stuhl). Printre membrii ei s-au numărat politicieni și funcționari din administrația de stat a Transilvaniei, precum și ofițeri de armată, cărturari, pastori și artiști.

## Ascendență
Strămoșii familiei au emigrat în Evul Mediu din zona vestică a Germaniei actuale în sud-estul Transilvaniei, ca parte a grupului de coloniști germani (strămoșii sașilor) invitați de către regii maghiari să se așeze la granițele estice ale regatului. Numele inițial al familiei a fost Schöchter(t). În dialectul moselan-francon (baza dialectului german vorbit de către sași), Schöchtert înseamnă doniță de lemn pentru muls laptele, iar Schöchter este un dogar care face astfel de donițe.
Primul strămoș cunoscut, Valentinus Schöchtert (născut cca. 1554), a trăit în satul Ștena (astăzi Dacia, județul Brașov) și a fost fermier (land bauer). Fiul său Peter Schöchtert (născut cca. 1584) a trăit de asemenea în Ștena. În arborele genealogic păstrat de către familie, cuvintele scrise în dreptul său par a fi christinus scholarius ("cărturar creștin"). Acesta s-a căsătorit cu Martha Goldwein.
Deoarece în acele vremuri era la modă folosirea numelor latine, numele de familie a fost latinizat de la Schöchter(t) la Soterius (care e de asemenea similar cu cuvântul grecesc soter, "cel care salvează, izbăvește"). Fiul lui Peter Schöchtert a fost Petrus Soterius, născut în Ștena, în 1618. El a devenit un pastor luteran în Bodendorf (astăzi Bunești), primul dintr-o serie de trei generații de pastori din această familie. Petrus s-a căsătorit de două ori, prima dată cu Anna Thomae (1632-66) și a doua oară cu Barbara Kissling (1633-91), dintr-o veche familie săsească de judecători regali. În 1661, când a participat la o misiune diplomatică la tabăra otomană implicată în disputele pentru tron, conducătorul otoman Ali Pașa i-a oferit titlul de Principe al Transilvaniei, încercând astfel să câștige simpatiile sașilor. Petrus a refuzat oferta.

## Georg Soterius (cel bătrân)
Fiul lui Petrus, Georg Soterius (cel Bătrân), s-a născut înainte de 1673 în Bodendorf (Bunești). A urmat gimnaziul din Sibiu, iar apoi a studiat teologie și istorie la Wittenberg (1693-1696). În 1696 a fost asociat în mod nedrept cu un duel în care fusese implicat un prieten de-al său. Acest fapt l-a împiedicat pentru o vreme să se întoarcă acasă și astfel Georg a plecat la Riga, în Letonia, unde a debarcat pe 12 mai 1696. Aici s-a înscris la Universitatea din Dorpat și a stat în Marienburg (astăzi Alūksne, în Letonia), în casa pastorului Johann Ernst Glück. Acolo a întâlnit-o și pe Marta Helena Skowrońska, o fată orfană de doisprezece ani din Lituania ținută de către pastor ca servitoare (ulterior, ea va deveni țarina Ecaterina I a Rusiei). În răstimpul cât a stat în această casă, el a căutat să îi ofere Martei rudimente de educație (pastorul nu se ocupa de educația ei).
Mai târziu Georg Soterius s-a întors la Sibiu. În 1701 s-a căsătorit cu Agnetha Lupinus, fiica unui pastor. Ei au avut doi copii, Georg (cel tânăr) (născut în 1704), și Andreas (născut în 1707). A predat la Gimnaziul din Sibiu până în 1708. Totodată a început o cercetare a istoriei și geografiei Transilvaniei, folosindu-și și cunoștințele sale de limbi moderne și antice. Ca o etapă preparatorie a unei lucrări majore pe care și-o propusese, el a pus în scris multe din scrierile sale preliminarii in latină și germană (o parte din acestea se află în Muzeul Brukenthal). Cartea Cibinum (numele latin al râului Cibin) a fost publicată în 2006, după ce a fost tradusă din latină în germană pentru Biblioteca Transilvană din Castelul Horneck (Gundelsheim, Germania).
În 1708, Georg a devenit pastor luteran în Deutsch-Kreuz (astăzi Criț, în comuna Bunești). A solicitat această slujbă destul de liniștită cu scopul de a continua și în cele din urmă de a finaliza lucrările sale istorice pe care și le propusese. Aici a primit o scrisoare de la țarina Ecaterina I, care îl păstrase în amintire ca profesorul ei din copilărie, oferindu-i o slujbă la curtea țarului (el a refuzat-o din motive similare). Georg Soterius a murit de congestie în Stolzenburg (astăzi Slimnic) pe 10 februarie 1728. Soția sa Agnetha a mai trăit 25 de ani, murind pe 11 noiembrie 1756.

## Georg Soterius (cel tânăr)
Georg Soterius (cel tânăr) a urmat universități în Germania, obținând gradul de magister la Leipzig și apoi predând la aceeași universitate. Moartea tatălui său l-a împiedicat să mai stea în Germania, întorcându-se astfel la Sibiu, unde a predat și a devenit director de gimnaziu în 1733. În 1739 s-a căsătorit Anna Katherina Breckner von Brukenthal (1713-1763), sora lui Samuel Breckner von Brukenthal, care mai târziu va deveni Guvernator al Transilvaniei (ca parte a Imperiului Habsburgic). Împreună au avut patru copii, Johann Michael (cel bătrân), Anna Sophie, Katherina și Anna Maria. În aprilie 1741, Georg Soterius a fost numit pastor luteran în Schellenberg (Șelimbăr), iar în 1746 s-a mutat la Stolzenburg (Slimnic). A fost considerat un om de excelență și erudiție și a scris mai multe eseuri și o carte religioasă. A murit în 1756 la Slimnic.

## Johann Michael Soterius von Sachsenheim (cel bătrân)

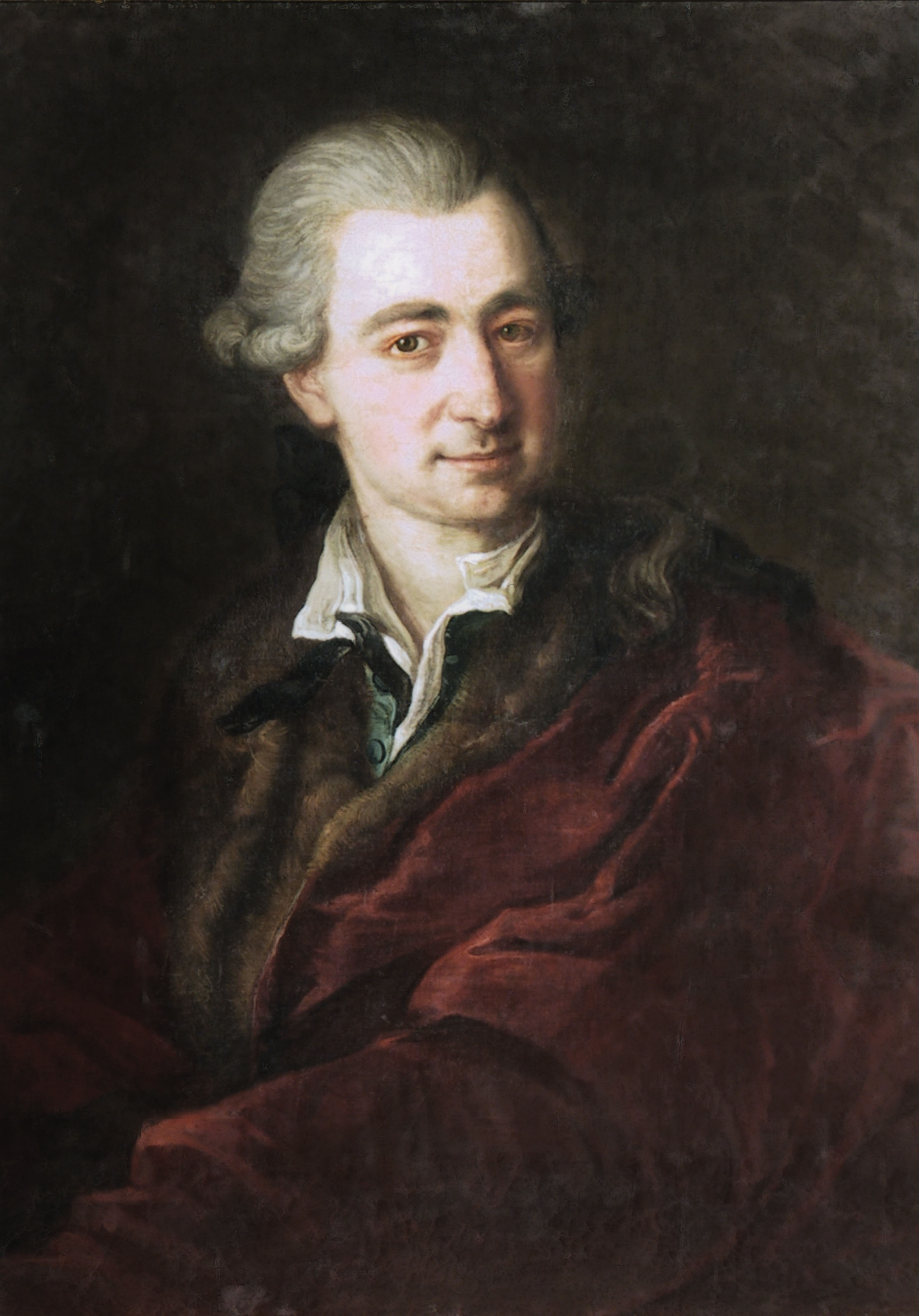
Portretul lui Johann Michael Soterius von Sachsenheim (cel bătrân) realizat de către un artist necunoscut, Muzeul Brukenthal

Johann Michael (cel bătrân) s-a născut la Schellenberg (Șelimbăr) pe 25 noiembrie 1742 și și-a început studiile la gimnaziul din Hermannstadt (Sibiu). În 1770, s-a căsătorit cu Anna Mara Filtsch, fiica pastorului paroh din Sibiu. Primul lor copil, Anna Maria, s-a născut în 1771. Mai tîrziu, s-au născut doi băieți, Johann Michael (cel tânăr) and si Carl.
În 1771 a fost numit Gubernialkonzipist și, în 1786, Gubernialsekretär în sistemul administrativ al Principatului Transilvaniei. Ca urmare a Edictului de Restituție din 1790, în rândurile păturii superioare a sașilor a fost luată decizia de a trimite o delegație împăratului Leopold al II-lea, prin care să îi aducă la cunoștință propria lor propunere de regularizare. Delegația a fost condusă de către primarul Rosenfeld al Sibiului și de către Johann Michael, aceștia deplasându-se în ianuarie 1792 la Viena pentru a-l întâlni pe împăratul Leopold al II-lea. La scurt timp după întâlnire, împăratul i-a acordat statut de nobil lui Johann Michael, conferindu-i titlul nobiliar “von Sachsenheim” ("Casa Sașilor"), lui și urmașilor lui. Documentele originale și stema se află la membrii familiei.
Johann Michael a fost cunoscut ca un talent muzical, care cânta la pian și compunea arii și menuete. După ce Samuel von Brukenthal s-a retras din politică, Johann a colaborat cu dânsul la organizarea și extinderea colecțiilor si librăriei sale (nucleul viitorului Muzeu Brukenthal, care include și o colecție Soterius von Sachsenheim). Johann Michael a murit pe 31 martie 1794 la Cluj, unde familia sa se mutase după ce devenise evident că reședința guvernului provincial va rămâne permanent acolo.

## Johann Michael Soterius von Sachsenheim (cel tânăr)

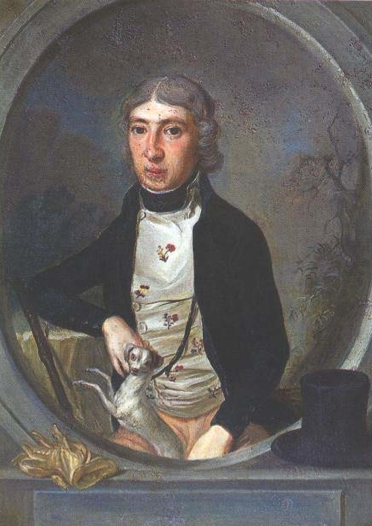
Portretul lui Johann Michael Soterius von Sachsenheim (cel tânăr) realizat de către J.M. Stock (1799), Muzeul Brukenthal

Johann Michael Soterius von Sachsenheim (cel tânăr) s-a născut pe 2 februarie 1775. A urmat școala protestantă locală și apoi a studiat filosofie si drept la liceul din Cluj până în 1794, anul în care a murit tatăl său. După câteva luni, a intrat în administrația guvernamentală districtuală și, în 1796, a fost promovat în administrația guvernamentală centrală a Transilvaniei, ajungând ulterior inspectorul general al trezoreriei în guvernarea Transilvaniei.
El a fost primul din familie care a păstrat în scris evenimentele din viața sa, într-un jurnal foarte detaliat și întins pe multe pagini păstrat de către membrii familiei, o imagine asupra vieții de la începutul secolului 19 care arată cu câtă boală și moarte se confrunta lumea acelor vremuri.
În 1808, s-a căsătorit cu Theresia Sophie Elisabeth von Albrichtsfeld, care a născut patru copii (doi au supraviețuit copilăriei). Aceasta a murit de tuberculoză în 1819. În 1820, s-a căsătorit cu Johanna Justine Conrad, cu care a avut opt copii (șapte au supraviețuit copilăriei, notabili între ei fiind Clara Adelheid și Albert Conrad). Johann Michael a murit în Sibiu, în 1838, la vârsta de 63 de ani, ca urmare a unui sindrom respirator acut.

## Clara Adelheid Soterius von Sachsenheim

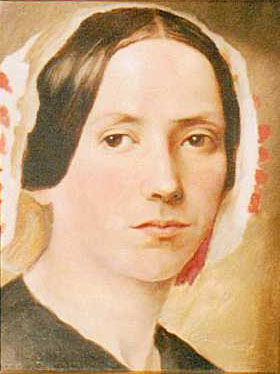
Autoportretul Clarei Adelheid Soterius von Sachsenheim (1853), Muzeul Transilvănean

Clara Adelheid s-a născut pe 5 noiembrie 1822, al doilea copil al lui Johann Michael cel tânăr și al celei de-a doua soții a lui, Johanna Justine. Ea manifesta un vizibil talent artistic, pictorul Theodor Glatz lăudând-o într-o scrisoare către Anton Kurz de pe 16 mai 1847, publicată în revista Siebenbürgischer Volksfreund ("Prietenul Transilvănenilor"). Clara frecventa Galeria de Artă Brukenthal din Sibiu, unde putea studia pictura. Aici l-a întâlnit pe artistul Theodor Sockl care preda pictura. După multă împotrivire din partea mamei văduve a Clarei, lui Theodor i s-a dat voie să picteze un portret al Clarei, în 1847.
Clara și Theodor au început ulterior să trăiască împreună necununați, spre marea supărare a mamei și a restului familiei. În ciuda rezistenței din partea familiei, care avea îndoieli în privința acordării consimțământului pentru căsătorie, ca urmare a situației financiare nesigure a lui Theodor, dar și ca urmare a diferențelor religioase și de statut, ei s-au căsătorit pe 12 august 1847. Au plecat apoi din Sibiu și au trăit în Graz și Viena în Austria până în 1850, când s-au întors la Sibiu.
Clara, acum mamă, își câștiga existența dând lecții de pictură și desen. În acea perioadă a pictat portretele lui Dr. Gottfried Teilmann și al lui (Tafelrichter) Adolf Spech. A mai pictat de asemenea o serie de 20 de portrete ale unor nobili transilvăneni. Soțul ei a continuat și el să picteze, însă a început să se ocupe și cu meseria de fotograf. În primăvara lui 1854, ei au deschis la Sibiu un studio fotografic, Clara pictând unele dintre fotografii, după cum era atunci moda acestei forme artistice în evoluție. În octombrie 1857, familia s-a mutat înapoi la Viena, unde au continuat să picteze și să fotografieze.
Clara, care suferea de o boală de plămâni, a murit pe 25 iulie 1861, la vârsta de 38 de ani. Peste câteva luni, pe 25 decembrie, Theodor, la 46 de ani, a urmat-o în mormânt. Pentru a acoperi cheltuielile de înmormântare, fratele lui Theodor a vândut picturile rămase de la ei, incluzând și sute de studii, unui negustor vienez de vechituri. Un autoportret și un portret al soțului ei, amândouă pictate în 1853, au fost aduse în Anglia de către fii ei, între timp familia le-a donat Muzeului Transilvănean din Gundelsheim.
Ei au avut patru copii, între care trei au supraviețuit copilăriei. Printre aceștia, Victor Franz Theodor Sockl a creat și condus in Anglia o firma de succes care  se ocupa cu producerea și vânzarea de cărți poștale ilustrate (Sockl and Nathan).
Clara este inclusă în Dicționarul Benezit al Artiștilor și biografia ei este detaliată în publicația din 1970 a lui Dr. Julius Bieltz despre artiștii sibieni din jurul anilor 1850.

## Albert Conrad Soterius von Sachsenheim

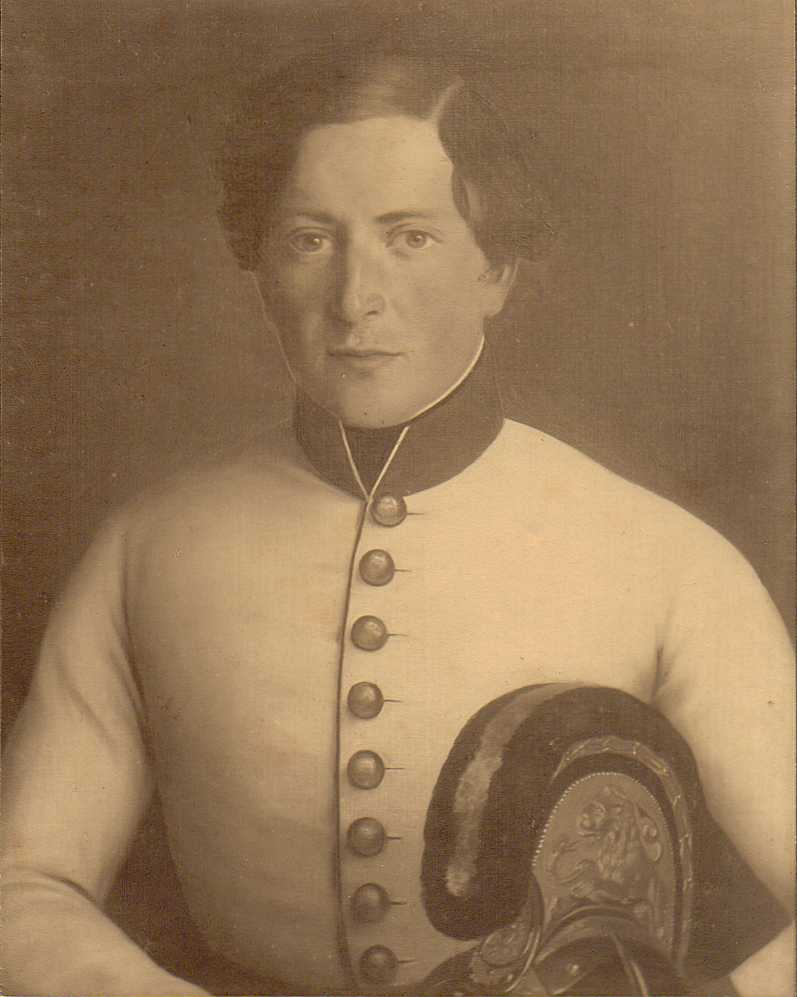
Portretul lui Albert Conrad Soterius von Sachsenheim realizat de către Theodor Sockl (în jurul lui 1848)

Albert Conrad Soterius von Sachsenheim s-a născut pe 7 mai 1824. După ce a absolvit gimnaziul din Sibiu, acesta a urmat o carieră militară, promovat până la gradul de locotenent în 1847. În timpul Revoluției din 1848, a fost implicat în 19 bătălii și ambuscade. S-a retras din armată în 1860, conferindu-i-se în acel moment rangul de comandant de escadron. Ulterior, Albert s-a stabilit la Mediaș, loculde baștină al soției sale Jeanette Schaffendt, începând din acel moment să se implice în viața publică.
În 1861, a fost implicat în fondarea "Asociației de economii și avansuri", prima de acest fel din Transilvania (un tip de asociație care precede de obicei fondarea unei bănci). În 1867, a participat la fondarea "Asociației Exportatorilor de Vin", unde a rămas membru de comitet până în 1873. Ca membru în conducerea superioară a "Societății Agricole a Sașilor din Transilvania", el a prezidat Asociația Regională din Mediaș timp de doi ani. Din momentul reorganizării Consiliului Local, el a devenit și reprezentant al orașului și membru al Comitetului Adunării Districtului Mediaș. În 1872 a fost numit membru corespondent al Camerei de Comerț din Cluj.
In 1872, Albert Conrad a câștigat un mandat de parlamentar în Dieta Ungariei pentru perioada legislativă 1872 – 1875, iar în 1875 a fost ales pentru un nou mandat de trei ani.

## Arthur Soterius von Sachsenheim

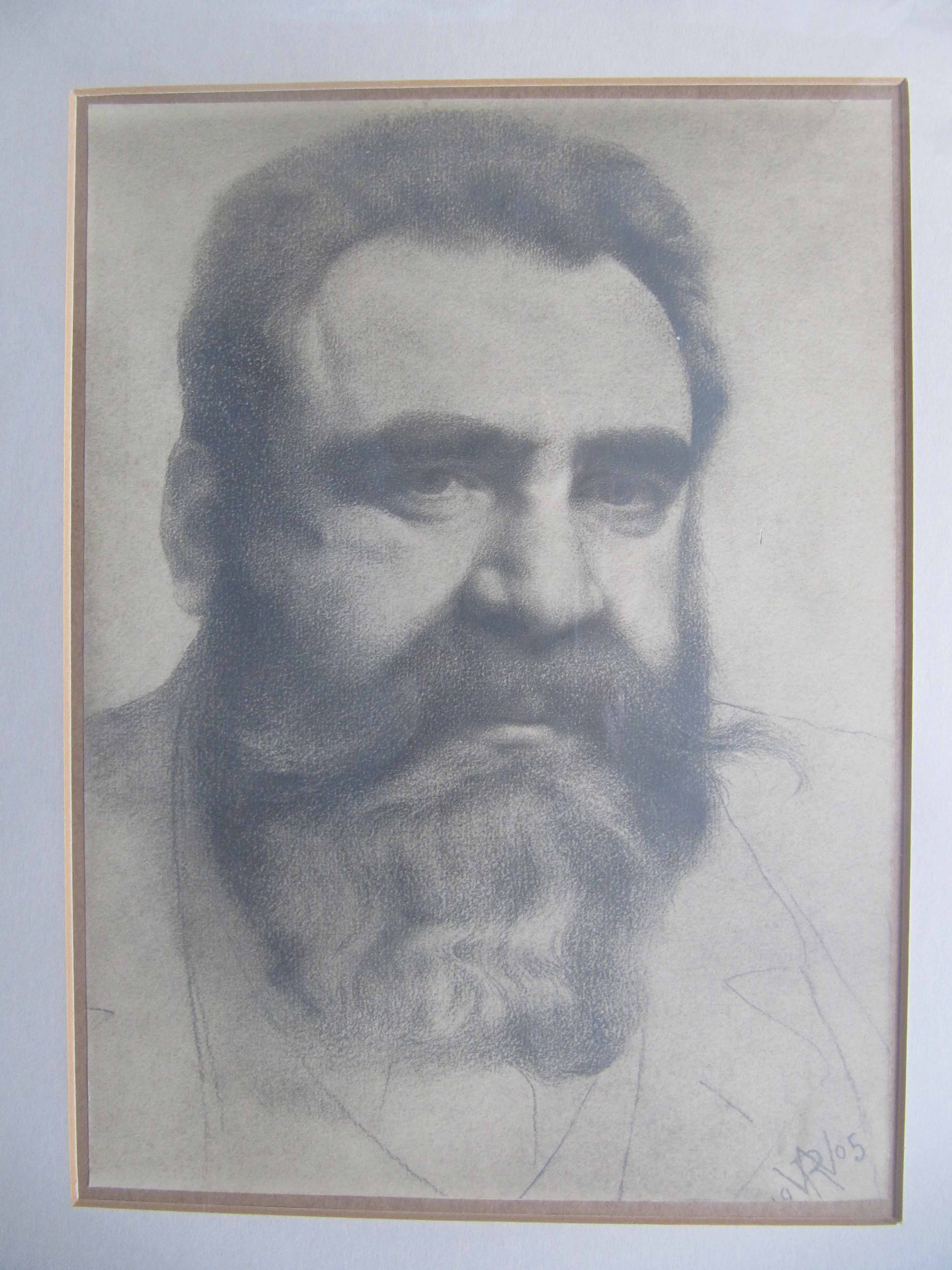
Portretul lui Arthur Soterius von Sachsenheim realizat de către Robert Wellman (1905)

Dr. med. Arthur Soterius von Sachsenheim s-a născut pe 31 iulie 1852, în Békéscsaba, unde la acel moment tatăl său Albert Conrad servea în armată. După ce a absolvit gimnaziul din Mediaș, Arthur a studiat medicina la Universitatea din Viena, cu rezidențe studențești la Graz, Berlin și Würzburg, primind diploma de doctor pentru practică medicală generală. S-a înrolat în 1881 în Viena ca să urmeze cursurile școlii medicale militare și a fost încorporat în armată în 1882 la spitalul garnizoanei din Triest. Aici a dezvoltat un interes pentru călătoriile pe mare și în februarie 1883 a abandonat serviciul militar, angajându-se ca medic pe una din navele companiei austro-ungare Lloyd. Astfel a vizitat zona Mediteranei și a mers de două ori în Brazilia. A călătorit de asemenea în zonele de coastă ale Mării Roșii, apoi în India, Sri Lanka, Indonezia și China.

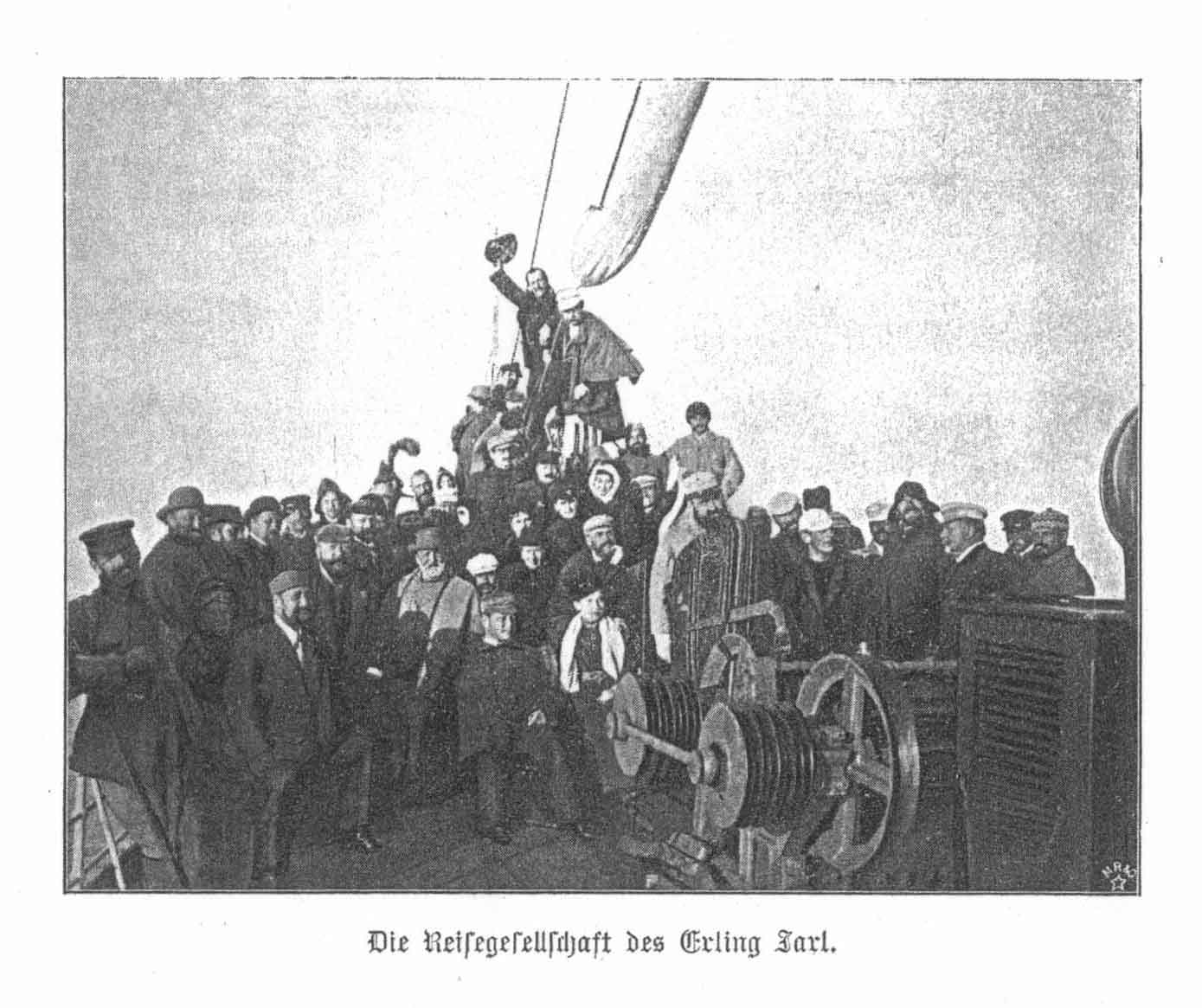
Fotografie a grupului de exploratori ai expediției Erling Jarl din 1896. Arthur S.v.S. se află în față cu șapcă albă și barbă.

După aproape doi ani de călătorii neîntrerupte, în martie 1885 Arthur se reîntoarce in Transilvania și devine medic în Marienburg (astăzi Feldioara). Aici se căsătorește cu Wilhelmina Gust, care naște trei fiice (printre ele, Edith Soterius von Sachsenheim). Din februarie 1889, se află în poziția de medic secund la Spitalul Franz Josef din Sibiu (în 1904 va deveni medic primar).
Arthur a participat la expediția din 1896 a vaporului Erling Jarl, când treizeci de oameni de știință din treizeci de țări au fost trimiși să exploreze regiunea din jurul Arhipelagului Svalbard (Spitzbergen). Acolo l-au întâlnit pe Salomon August Andrée, care pregătea Expediția Arctică în Balon din 1897, de asemenea au căutat să afle vești de la Fridtjof Nansen, care încerca în acel timp să ajungă cât mai la nord posibil (și reușise) și despre care nu se mai știuse nimic până pe la sfârșitul lui 1896. Arthur a colecționat obiecte etnografice, schelete de mamifere, moluște (inclusiv o moluscă numită mai târziu Neptunea sachsenheimi). După ce s-a întors din expediție, a scris publicația Din Transilvania în Spitzbergen (se află la Complexul Muzeal Național "Astra").
Arthur a donat Societății Ardelene pentru Științele Naturii o colecție de peste 100 de obiecte etnografice adunate din diverse părți ale lumii. Aceasta a fost una din colecțiile inițiale ale Muzeului de etnografie unversală "Franz Binder" deschis în 1933 la Sibiu, parte a Complexului Național Muzeal „ASTRA”.

## Edith Jeanette Soterius von Sachsenheim

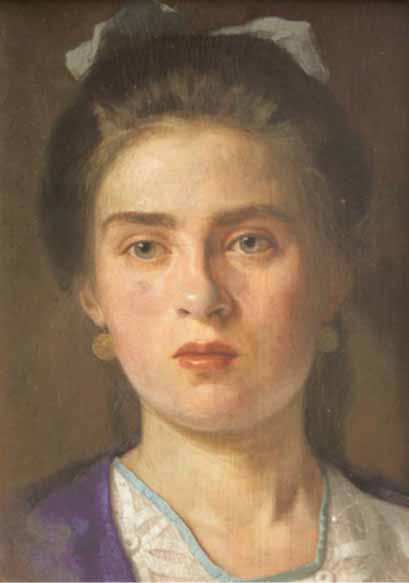
Portretul lui Edith Soterius von Sachsenheim realizat de către Arthur Coulin

Edith Jeanette Soterius von Sachsenheim s-a născut pe 26 decembrie 1887, în Marienburg (astăzi Feldioara). După ce a terminat un curs de doi ani la Colegiul de Artă din Sibiu (1903 - 1904), tatăl ei a adus-o să stea cu rudele din Anglia, unde a petrecut un an (1904–05) luând lecții de engleză, pian și artă. A primit permisiune de la National Gallery să copieze lucrări din muzeu și acolo a dezvoltat un interes pentru picturile în acuarelă ale lui Turner, o infleunță vizibilă în lucrările sale inițiale, precum și într-o altă perioadă ulterioară, din 1948.
În 1907, tatăl ei a decis că ea ar trebui să își continue studiile la München, unde Edith s-a înscris la Academia de Arte Frumoase. Un an mai târziu, ea a început să viziteze cercul artistic la profesorului Moritz Heymann, unde a întâlnit artiști cu afinități apropiate de ale grupului Jugend. Cu excepția vacanțelor în care se întorcea acasă, ea a petrecut trei ani studiind în München. În 1911, Edith s-a întors în Transilvania, unde a avut prima ei expoziție la Galeria din Brașov. În 1912, s-a căsătorit cu Dr. med. Franz Herfurth și a devenit mama a trei copii, Editha, Günther and Eva. Obligațiile de familie i-au limitat pentru o vreme preocupările artistice. Căsătoria nu a durat; ei au divorțat în 1926, iar în anul următor s-a căsătorit cu prietenul ei din copilărie, profesorul Ludwig Herbert (care a murit în 1936).
După această pierdere dureroasă, Edith s-a mutat în Germania de sud, apoi în Polonia, apoi în Austria, a pictat pe unde a reușit, creând acuarele ale locurilor unde a trăit sau le-a vizitat, , aceste lucrări fiind într-o anumită măsură influențate de anterior menționata întâlnire cu arta lui Turner. În 1955, s-a mutat la Londra, în Anglia, ca să trăiască împreună cu fiica ei Eva. Aici a desenat portrete (inclusiv ale membrilor familiei fiicei) și a pictat mai ales trandafiri.
Edith a murit în 1970, la vârsta de 83 de ani. De-a lungul vieții sale, ea a creat mai bine de 200 de picturi, desene și litografii, acum în mai multe muzee sau în posesia prietenilor și a familiei răspândite prin toată Europa. În 1998 Muzeul Transilvănean din Gundelsheim, Germania a organizat o expoziție retrospectivă și a cumpărat 50 de picturi ale ei, unele dintre ele aflându-se expuse permanent în muzeu. În 1999, colecția Gundelsheim a fost de asemenea expusă la München, la Haus des Deutschen Ostens. În 2001, Muzeul de Istorie Militară din Viena a cumpărat trei portrete de ofițeri din Primul Război Mondial, pentru a fi expuse acolo.